# Kibalʹchich (cráter)

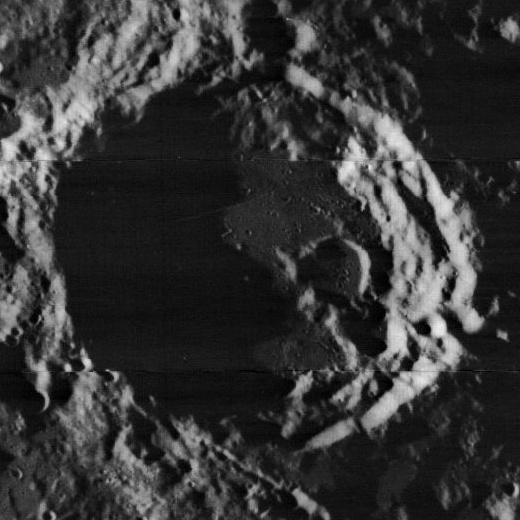
Imagen de la misión Lunar Orbiter 1

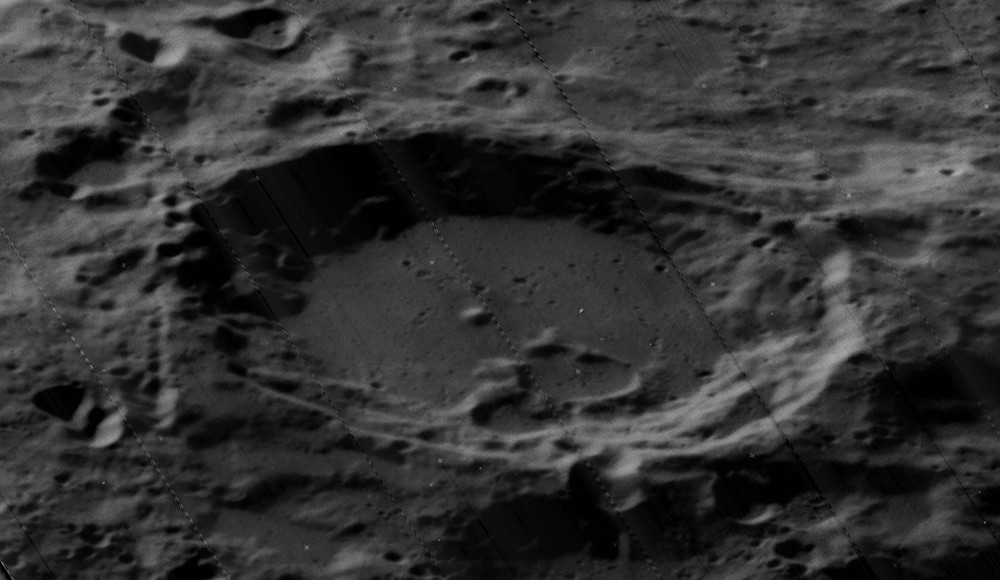
Oblique Imagen de la misión Lunar Orbiter 5

Kibalʹchich es un cráter situado en la cara oculta de la Luna. Se encuentra al noreste de la gran planicie amurallada del cráter Korolev, y está unido al borde exterior sureste del cráter Tsander.
|  |

El borde de Kibalʹchich está ligeramente erosionado, y la frontera compartida con Tsander ha producido un sector casi recto en el lado noroeste. El brocal permanece bien definido, aunque las paredes interiores muestran algunos aterrazamientos. El suelo interior es relativamente plano, con los restos de un pequeño borde de cráter en el cuadrante sureste. Presenta una pequeña cresta situada cerca del punto medio.

## Cráteres satélite
Por convención estos elementos son identificados en los mapas lunares poniendo la letra en el lado del punto medio del cráter que está más cercano a Kibalʹchich.
|             | \| Kibalʹchich \| Coordenadas \| Diámetro \| \| ----------- \| ------------------------------ \| -------- \| \| H \| 1°43′N 145°00′O / 1.72, -145.0 \| 40 km \| \| Q \| 0°42′N 149°00′O / 0.7, -149.0 \| 25 km \| \| R \| 0°36′N 150°06′O / 0.6, -150.1 \| 29 km \| |          |
| Kibalʹchich | Coordenadas | Diámetro |
| H           | 1°43′N 145°00′O / 1.72, -145.0 | 40 km    |
| Q           | 0°42′N 149°00′O / 0.7, -149.0 | 25 km    |
| R           | 0°36′N 150°06′O / 0.6, -150.1 | 29 km    |